# 安乐禅林
安乐禅林，位于北京市东城区永定门外安乐林路63号、琉璃井8号，是一座汉传佛教寺院。

## 简介
安乐禅林位于东城区南部的安乐林路，是过去北京南郊的一座较大规模的佛教寺庙。安乐林路就是因该寺而得名。该寺始建年代不详。在修建时，发现康熙四十四年（1705年）重修的记载。1989年被列为北京市崇文区文物保护单位。该寺坐北朝南，原来有山门及三组院落，现在存有中殿、后殿及东西配殿各三间，硬山筒瓦顶，建筑结构保存完好。寺内其他文物基本无存。